# Pilea articulata
Pilea articulata är en nässelväxtart som beskrevs av Hugh Algernon Weddell. Pilea articulata ingår i släktet pileor, och familjen nässelväxter. Inga underarter finns listade i Catalogue of Life.